# Ромео и Джульетта (фильм, 1954, Великобритания)
«Ромео и Джульетта» (итал. Giulietta e Romeo) — первый цветной кинофильм по одноимённой трагедии Уильяма Шекспира, созданный с использованием натурных съёмок в Италии.

## Сюжет
Знаменитая история трагической любви, прославленная Шекспиром. Действие происходит на заре Ренессанса в итальянском городе Вероне, где враждуют между собой знатные и богатые семейства Монтекки и Капулетти. Их дети — Ромео и Джульетта — случайно встречаются на празднике, устроенном в доме Капулетти после произошедшей в этот день междоусобной потасовки, повлёкшей гнев герцога Веронского и запрет вражды под угрозой смерти. Ромео и Джульетта влюбляются друг в друга с первого взгляда. Предыдущая безответная влюблённость Ромео в гордую красавицу Розалину, также пришедшую на праздник, рассеивается, как туман. Джульетта забывает о юном графе Парисе, представленном ей родителями в качестве жениха. Даже узнав, что они принадлежат к враждующим семьям, никто не в силах отказаться от захватившего их чувства. Ночью после бала, отстав от друзей, Ромео тайком пробирается в сад под балкон Джульетты и слышит её слова о любви. Он пылко отвечает ей, и подростки решают соединить свои судьбы, тайно обвенчавшись на следующий же день. Устроить всё им помогают добрый наставник Ромео, монах Лоренцо, и любящая кормилица Джульетты. В этот день происходит стычка Тибальта, двоюродного брата Джульетты, и Меркуцио, лучшего друга Ромео. Ромео пытается прекратить драку, но в это время Тибальт смертельно ранит Меркуцио, и тот умирает. Ромео не может сдержаться, вступает в схватку с Тибальтом и закалывает его. Он скрывается в келье Лоренцо, а тем временем герцог выносит свой приговор, изгоняя его из Вероны. Джульетта в отчаянии от вести, которую принесла ей кормилица, но остаётся верна своей любви к супругу. Лоренцо и кормилица помогают несчастным новобрачным встретиться в спальне Джульетты, чтобы они могли провести вместе ночь перед разлукой. Утром Ромео незамеченным уезжает в Мантую, следуя совету Лоренцо. Синьора Капулетти сообщает скорбящей Джульетте, что отец хочет развеять её грусть по Тибальту скорейшей свадьбой с графом Парисом. Джульетта решительно отказывается, чем вызывает негодование родителей. Ища выход из тяжкого положения по своему разумению, кормилица советует подопечной дать согласие на брак, чем поражает Джульетту, умирая навсегда в её сердце. В отчаянии Джульетта прибегает за советом к монаху Лоренцо, и он даёт ей настой, способный на время погрузить её в сон, подобный смерти. Он планирует обо всём известить письмом Ромео, чтобы тот подоспел в склеп Джульетты к сроку её пробуждения, тогда супруги вновь соединятся и уедут в Мантую. Дома Джульетта даёт согласие на брак с Парисом и усыпляет бдительность родителей и кормилицы, притворившись послушной. Ночью она выпивает настой и впадает в оцепенение. Утром в день свадьбы близкие потрясены смертью Джульетты и переносят её тело в родовой склеп Капулетти, где уже покоится Тибальт. Монах Джованни, посланец Лоренцо, не смог передать Ромео письмо, где всё разъяснялось, так как на пути в Мантую он зашёл в дом больного чумой, и стража заперла его там вместе с умирающим, чтобы предотвратить распространение заразы. Слуга сообщает Ромео о внезапной смерти Джульетты. Ночью Ромео прибывает в Верону и спешит на церковный двор к гробнице Капулетти, чтобы навсегда лечь рядом с любимой. Он не может найти Лоренцо, и, схватив огромную подставку для свечей, старается с её помощью открыть вход в склеп. На его пути встаёт негодующий Парис, пришедший к гробнице своей невесты. Ромео вынужден его сразить. Спустившись в склеп, он прощается с Джульеттой и убивает себя кинжалом. Озабоченный тем, что Ромео не получил письма, Лоренцо прибывает в склеп, но слишком поздно. Проснувшаяся Джульетта не хочет оставить мёртвого мужа и вонзает себе в грудь его кинжал. Тела мёртвых возлюбленных кладут на разостланном ковре в веронском соборе, Монтекки и Капулетти мирятся, а герцог произносит слова о небесном провидении и о печальнейшей судьбе Ромео и Джульетты.

## В ролях
- Лоуренс Харви — Ромео
- Сьюзен Шентол — Джульетта
- Убальдо Дзолло — Меркуцио
- Энцо Фиермонте — Тибальт
- Флора Робсон — Кормилица

## Награды
- 1954 — Венецианский кинофестиваль —  Премия «Золотой лев»
- 1955 — BAFTA — Номинации:
  - Лучший британский фильм
  - Лучший британский сценарий
  - Best Film from any Source
- 1954 — Британская ассоциация кинематографистов (British Society of Cinematographers) — Премия — Best Cinematography Award

## История создания
Производство фильма — Universalcine s.p.a. and Verona Productions.
Режиссёр фильма Ренато Кастеллани сфокусировал внимание на истории молодых влюблённых, противостоящих предрассудкам и вражде своих семей. Первоначально он обратился к итальянским новеллам — источникам сюжета шекспировской пьесы и планировал использовать их в сценарии фильма. Окончательный вариант сценария был основан на произведении Шекспира. В фильме остались следы итальянского материала, но только визуального характера. К примеру, тайное венчание Ромео и Джульетты совершается через окошко в исповедальне церкви, как в новелле Луиджи Да Прото. Персонаж Меркуцио не так ярок, как в пьесе Шекспира, монолога о королеве Мэб в фильме Кастеллани нет.
Художественное оформление — Ренато Кастеллани, с участием Джорджо Венци / Giorgio Venzi. В художественном плане фильм построен на щедром воспроизведении образов архитектуры и живописи раннего Возрождения.

«Чарующий дух старой Италии витает в этой изящной картине.»— О.Николаева
Костюмы были созданы по эскизам аргентинской художницы Леонор Фини.
Композитор Роман Влад в течение двух лет работал над музыкой к фильму.
Натурные съёмки фильма продолжались семь месяцев.
На роль Ромео (в результате поисков в течение нескольких месяцев) был выбран двадцатипятилетний британский актёр Лоуренс Харви, который после съёмок в фильме неоднократно играл роль Ромео на сцене театров Стратфорда и Бродвея.
Джульетту сыграла 19-летняя студентка Сьюзен Шентол. Изящную девушку заметил метрдотель одного из лондонских ресторанов, куда она пришла со своими родителями. Он знал о том, что актриса на роль Джульетты ещё не найдена и немедленно сообщил продюсерам фильма о девушке, облик которой ему показался весьма подходящим. Сьюзен пригласили на пробы и утвердили на роль. По окончании съёмок она не стала продолжать актёрскую карьеру.

«Притягательность этого фильма с его несколько камерным пространством и изысканной красотой, возможно, открывается не сразу современному зрителю… Однако соответствующий настрой, внимательный просмотр и звучащая в картине музыка позволяют по достоинству оценить эту картину.»— О.Николаева

## Интересные факты
- Для режиссёра Ренато Кастеллани это были первые съёмки цветного фильма.[1]
- Съёмки сцены в келье монаха Лоренцо, к которому приходит за помощью Джульетта, проводились в монастыре миноритов, куда прежде не ступала нога женщины, и для их осуществления необходимо было получить специальное разрешение духовных властей.[1]
- Ромео обрывает свою жизнь, не прибегая к яду, а заколов себя кинжалом — такова логика представления этого героя в версии Кастеллани, более ожесточённого окружающей атмосферой вражды, чем в других трактовках.[1]
- Не все роли в этой картине исполняли профессиональные актёры. Так, например, роль Меркуцио сыграл молодой веронский архитектор Убальдо Дзолло (Ubaldo Zollo), а герцога веронского Эскала исполнил итальянский писатель Джованни Рота (Giovanni Rota).[1]